# Цианирование (сталелитейное производство)
Циани́рование в сталелитейном производстве — процесс диффузионного насыщения поверхностного слоя стали одновременно углеродом и азотом при температурах 820—950 °C в расплаве цианида натрия или других солей с тем же анионом.

## Среднетемпературное цианирование
Процесс проводят для получения слоя небольшой толщины 0,15—0,35 мм при температуре 820—860 °C в ваннах. Продолжительность процесса составляет 30—90 минут в зависимости от толщины слоя.
Цианид натрия в процессе цианирования окисляется кислородом воздуха, и происходят следующие реакции:
{\displaystyle {\ce {2 NaCN + O2 -> 2 NaNCO}}}
{\displaystyle {\ce {2 NaNCO + O2 -> Na2CO3 + CO + N2}}}
{\displaystyle {\ce {Fe ->[{\ce {N2}}] Fe(N)}}}
{\displaystyle {\ce {2CO -> CO2 + C}}}
{\displaystyle {\ce {Fe->[{\ce {C}}]Fe_{\gamma }(C)}}}

## Высокотемпературное цианирование
Данный вид цианирования применяют для получения слоя толщиной 0,5—2,0 мм. Процесс проводят при температуре 930—950 °C в ванне. Зеркало ванны покрывают слоем графита во избежание больших потерь теплоты и угара цианистых солей. Время выдержки изделий в ванне для слоёв указанной толщины — 1,5—6 часов.

## Применение
Цианирование применяют для повышения износостойкости и коррозионостойкости деталей. Процесс цианирования по сравнению с процессом цементации требует гораздо меньше времени для получения слоя заданной толщины, характеризуется значительно меньшими деформациями и короблением деталей сложной формы.